# Rådet för stöd och samordning efter flodvågskatastrofen
Rådet för stöd och samordning efter flodvågskatastrofen (RSOS) inrättades av Sveriges regering som en kommitté den 10 januari 2005 för att stödja och informera de svenska medborgare som på olika sätt hade drabbats av flodvågskatastrofen i Sydostasien. Rådet var från början underställt Försvarsdepartementet. Rådets ordförande var Kerstin Wigzell.
Den 1 september 2005 övergick RSOS till en enhet inom Styrelsen för psykologiskt försvar (SPF). Den 31 maj 2006 upphörde RSOS kansli med aktiv verksamhet.
Förutom stöd till de drabbade hade RSOS två regeringsuppdrag: Det ena var att betala ut bidrag till minnesresa för anhöriga till de omkomna och saknade. Det andra var att förbereda och genomföra minnesceremonier i Thailand och minnesstund i Sverige under 2005.